# راندي واين
راندي واين (بالإنجليزية: Randy Wayne)‏ هو عالم نبات أمريكي، ولد في 8 مايو 1955 في بوسطن في الولايات المتحدة.

## وصلات خارجية
- الموقع الرسمي